# Club Atlético Boca Juniors 1909
Questa voce raccoglie le informazioni riguardanti il Boca Juniors nelle competizioni della stagione 1909.

## Sintesi stagione
Dopo l'ottimo esordio nella stagione precedente e con alcuni nuovi giocatori in rosa (come il portiere Belloc, Mescolino, Mignaburu e Donato Abbatángelo), il Boca Juniors non riesce nuovamente a salire in Primera División arrivando terzo nel girone C della seconda categoria (vi riuscirà invece il Gimnasia y Esgrima de Buenos Aires). Nella Copa Bullrich il Boca Juniors non va oltre il terzo turno, dopo aver eliminato la seconda squadra dell'Estudiantes e il Junin Institute per poi venir sconfitto dall'Estudiantil Porteño.
Alla carica di presidente del Boca arriva Juan Rafael Bricchetto, che manterrà la carica fino al 1914.

## Maglie e sponsor
| 1ª divisa |

## Rosa
| N. |                       | Ruolo | Calciatore         |
| -- | --------------------- | ----- | ------------------ |
|    | Argentina (bandiera)  | A     | Donato Abbatángelo |
|    | Argentina (bandiera)  | C     | Fausto Amoedo      |
|    | Gibilterra (bandiera) | P     | José Belloc        |
|    | Argentina (bandiera)  | C     | Emilio Bonatti     |
|    | Uruguay (bandiera)    | D     | Luis Cerezo        |
|    | Argentina (bandiera)  | A     | José Corera        |
|    | Argentina (bandiera)  | A     | Francisco Diéguez  |
|    | Argentina (bandiera)  | A     | Juan Eloiso        |
|    | Argentina (bandiera)  | P/D/A | José Farenga       |
|    | Argentina (bandiera)  | A     | Aquiles Giovanelli |

| N. |                      | Ruolo | Calciatore        |
| -- | -------------------- | ----- | ----------------- |
|    | Argentina (bandiera) | D/A   | Esteban Mercolino |
|    | Argentina (bandiera) | D     | Alberto Mignaburu |
|    | Argentina (bandiera) | A     | Pedro Moltedo     |
|    | Argentina (bandiera) | C     | Alberto Penney    |
|    | Argentina (bandiera) | A     | Arturo Penney     |
|    | Argentina (bandiera) | D/C   | Máximo Pieralini  |
|    | Argentina (bandiera) | C     | Francisco Priano  |
|    | Argentina (bandiera) | C     | Juan Priano       |
|    | Argentina (bandiera) | C     | Guillermo Ryan    |

## Calciomercato

### Operazioni esterne alle sessioni
| Acquisti         | Acquisti           | Acquisti         | Acquisti         |
| Altre operazioni | Altre operazioni   | Altre operazioni | Altre operazioni |
| R.               | Nome               | da               | Modalità         |
| ---------------- | ------------------ | ---------------- | ---------------- |
| P                | José Belloc        | -                | -                |
| D                | Alberto Mignaburu  | -                | -                |
| C                | Francisco Priano   | -                | -                |
| C                | Fausto Amoedo      | -                | -                |
| A                | Donato Abbatángelo | -                | -                |
| A                | José Corera        | -                | -                |
| A                | Francisco Diéguez  | -                | -                |
| A                | Aquiles Giovanelli | -                | -                |

| Cessioni         | Cessioni           | Cessioni         | Cessioni         |
| Altre operazioni | Altre operazioni   | Altre operazioni | Altre operazioni |
| R.               | Nome               | a                | Modalità         |
| ---------------- | ------------------ | ---------------- | ---------------- |
| P                | Juan De Los Santos | -                | -                |
| C                | Alfredo Canevaro   | -                | -                |
| C                | Marcelino Vergara  | -                | -                |
| A                | Pedro Gianolli     | -                | -                |
| A                | Rafael Pratts      | -                | -                |
| ?                | Manuel Feijóo      | -                | -                |

## Risultati

### Segunda División

#### Fase a gironi
| Arbitro: | Bertorini |

|  |           |                 |
|  | Marcatori | 87’ A.J. Penney |

| Arbitro: | Bertorini |

|   |           |   |
| ? | Marcatori | ? |

| Buenos Aires 27 giugno 1909 3ª giornata | Boca Juniors | 0 – 1 referto | Racing Club |  |
| \| \| \| \| \| \| Marcatori \| ?[2] \|  |              |               |             |  |
|                                         |              |               |             |  |
|                                         | Marcatori    | ?             |             |  |

| Buenos Aires 4 luglio 1909 4ª giornata | Kimberley (MdP) | 0 – 0 referto | Boca Juniors |  |

| Buenos Aires 25 luglio 1909 5ª giornata                      | Royal     | 0 – 4 referto              | Boca Juniors |  |
| \| \| \| \| \| \| Marcatori \| A.J. Penney Priano Bonatti \| |           |                            |              |  |
|                                                              |           |                            |              |  |
|                                                              | Marcatori | A.J. Penney Priano Bonatti |              |  |

| Buenos Aires 8 agosto 1909 6ª giornata                | Ferro Carril Oeste | 2 – 2 referto  | Boca Juniors |  |
| \| \| \| \| \| ?[2] \| Marcatori \| Farenga Corera \| |                    |                |              |  |
|                                                       |                    |                |              |  |
| ?                                                     | Marcatori          | Farenga Corera |              |  |

| Buenos Aires 15 agosto 1909 7ª giornata | Boca Juniors | 0 – 0 referto | Quilmes (II) |  |

| Buenos Aires 29 agosto 1909 8ª giornata            | Quilmes (II) | 1 – 1 referto | Boca Juniors |  |
| \| \| \| \| \| ?[2] \| Marcatori \| A.J. Penney \| |              |               |              |  |
|                                                    |              |               |              |  |
| ?                                                  | Marcatori    | A.J. Penney   |              |  |

| Buenos Aires 12 settembre 1909 9ª giornata            | Boca Juniors | 4 – 0 referto | River Plate (II) |  |
| \| \| \| \| \| A.J. Penney Bonatti \| Marcatori \| \| |              |               |                  |  |
|                                                       |              |               |                  |  |
| A.J. Penney Bonatti                                   | Marcatori    |               |                  |  |

| Buenos Aires 19 agosto 1909 10ª giornata             | Boca Juniors | 2 – 0 referto | Pretender |  |
| \| \| \| \| \| Cerezo Abbatángelo \| Marcatori \| \| |              |               |           |  |
|                                                      |              |               |           |  |
| Cerezo Abbatángelo                                   | Marcatori    |               |           |  |

| Buenos Aires 26 settembre 1909 11ª giornata | Racing Club | 2 – 0 referto | Boca Juniors |  |
| \| \| \| \| \| ?[2] \| Marcatori \| \|      |             |               |              |  |
|                                             |             |               |              |  |
| ?                                           | Marcatori   |               |              |  |

| Arbitro: | Alfano |

|                               |           |  |
| Giovanelli 36’ Giovanelli 80’ | Marcatori |  |

Arrivando al 3º posto nella classifica del girone C, il Boca Juniors non è riuscito a qualificarsi alla fase finale della Segunda División.

### Copa Bullrich
| Buenos Aires 20 maggio 1909 Turno preliminare                                               | Boca Juniors | 3 – 1 referto | Estudiantes (II) |  |
| \| \| \| \| \| A.J. Penney 20’ A.J. Penney 50’ Bonatti 70’ \| Marcatori \| 81’ Rodríguez \| |              |               |                  |  |
|                                                                                             |              |               |                  |  |
| A.J. Penney 20’ A.J. Penney 50’ Bonatti 70’                                                 | Marcatori    | 81’ Rodríguez |                  |  |

| Buenos Aires 30 maggio 1909 Prima fase                                  | Boca Juniors | 3 – 1 referto | Junin Institute |  |
| \| \| \| \| \| A.J. Penney 5’ A.J. Penney \| Marcatori \| 30’ Juanzo \| |              |               |                 |  |
|                                                                         |              |               |                 |  |
| A.J. Penney 5’ A.J. Penney                                              | Marcatori    | 30’ Juanzo    |                 |  |

| Arbitro: | Paoluci |

|                                           |           |                                         |
| Bonatti 13’ Mercolino 57’ A.P. Penney 60’ | Marcatori | 10’ Basurto 22’ Cruz 30’ Dasso 37’ Peña |

## Statistiche

### Statistiche di squadra
| Competizione     | In casa | In casa | In casa | In casa | In casa | In casa | In trasferta | In trasferta | In trasferta | In trasferta | In trasferta | In trasferta | Totale | Totale | Totale | Totale | Totale | Totale | DR  |
| Competizione     | G       | V       | N       | P       | Gf      | Gs      | G            | V            | N            | P            | Gf           | Gs           | G      | V      | N      | P      | Gf     | Gs     | DR  |
| ---------------- | ------- | ------- | ------- | ------- | ------- | ------- | ------------ | ------------ | ------------ | ------------ | ------------ | ------------ | ------ | ------ | ------ | ------ | ------ | ------ | --- |
| Segunda División | 6       | 4       | 1       | 1       | 13      | 4       | 6            | 2            | 3            | 1            | 8            | 5            | 12     | 6      | 4      | 2      | 21     | 9      | +12 |
| Copa Bullrich    | 3       | 2       | 0       | 1       | 9       | 6       | 0            | 0            | 0            | 0            | 0            | 0            | 3      | 2      | 0      | 1      | 9      | 6      | +3  |
| Totale           | 9       | 6       | 1       | 2       | 22      | 10      | 6            | 2            | 3            | 1            | 8            | 5            | 15     | 8      | 4      | 3      | 30     | 15     | +15 |

### Statistiche individuali
| Giocatore      | Segunda División | Segunda División | Segunda División | Segunda División | Copa Bullrich | Copa Bullrich | Copa Bullrich | Copa Bullrich | Totale   | Totale | Totale      | Totale     |
| Giocatore      | Presenze         | Reti             | Ammonizioni      | Espulsioni       | Presenze      | Reti          | Ammonizioni   | Espulsioni    | Presenze | Reti   | Ammonizioni | Espulsioni |
| -------------- | ---------------- | ---------------- | ---------------- | ---------------- | ------------- | ------------- | ------------- | ------------- | -------- | ------ | ----------- | ---------- |
| D. Abbatángelo | 4                | 1                | 0                | 0                | 0             | 0             | 0             | 0             | 4        | 1      | 0           | 0          |
| F. Amoedo      | 2                | 0                | 0                | 0                | 1             | 0             | 0             | 0             | 3        | 0      | 0           | 0          |
| J. Belloc      | 12               | -9               | 0                | 0                | 3             | -6            | 0             | 0             | 15       | -15    | 0           | 0          |
| E. Bonatti     | 12               | 2                | 0                | 0                | 3             | 2             | 0             | 0             | 15       | 4      | 0           | 0          |
| L. Cerezo      | 12               | 1                | 0                | 0                | 3             | 0             | 0             | 0             | 15       | 1      | 0           | 0          |
| J. Corera      | 11               | 1                | 0                | 0                | 2             | 0             | 0             | 0             | 13       | 1      | 0           | 0          |
| F. Diéguez     | 1                | 0                | 0                | 0                | 1             | 0             | 0             | 0             | 2        | 0      | 0           | 0          |
| J. Eloiso      | 3                | 0                | 0                | 0                | 2             | 0             | 0             | 0             | 5        | 0      | 0           | 0          |
| J. Farenga     | 12               | 1                | 0                | 0                | 3             | 0             | 0             | 0             | 15       | 1      | 0           | 0          |
| A. Giovanelli  | 3                | 2                | 0                | 0                | 0             | 0             | 0             | 0             | 3        | 2      | 0           | 0          |
| E. Mercolino   | 10               | 0                | 0                | 0                | 3             | 1             | 0             | 0             | 13       | 1      | 0           | 0          |
| A. Mignaburu   | 5                | 0                | 0                | 0                | 2             | 0             | 0             | 0             | 7        | 0      | 0           | 0          |
| P. Moltedo     | 1                | 0                | 0                | 0                | 1             | 0             | 0             | 0             | 2        | 0      | 0           | 0          |
| A.J. Penney    | 12               | 7                | 0                | 0                | 3             | 5             | 0             | 0             | 15       | 12     | 0           | 0          |
| A.P. Penney    | 9                | 0                | 0                | 0                | 3             | 1             | 0             | 0             | 12       | 1      | 0           | 0          |
| M. Pieralini   | 1                | 0                | 0                | 0                | 0             | 0             | 0             | 0             | 1        | 0      | 0           | 0          |
| F. Priano      | 1                | 1                | 0                | 0                | 2             | 0             | 0             | 0             | 3        | 1      | 0           | 0          |
| J. Priano      | 12               | 0                | 0                | 0                | 3             | 0             | 0             | 0             | 15       | 0      | 0           | 0          |
| G. Ryan        | 9                | 0                | 0                | 0                | 2             | 0             | 0             | 0             | 11       | 0      | 0           | 0          |